# Бийрбек
Бийрбек (на нидерландски: Bierbeek) е селище в Централна Белгия, окръг Льовен на провинция Фламандски Брабант. Намира се на 7 km югоизточно от центъра на град Льовен. Населението му е около 9150 души (2006).

## Известни личности
Родени в Бийрбек
- Гастон Рулантс (р. 1937), лекоатлет